# Língua sadri
Sadri, também chamada Nagpuri, é uma língua indo-ariana oriental falada nos estados indianos de Jharkhand, Bihar, Chhattisgarh Orissa e Assam. É a língua nativa do povo Nagpuri  (Sadan). Além de falantes nativos, também é usada como língua franca por muitos grupos tribais, como os Kharia, os Munda e os Kurukh, e vários falantes desses grupos tribais a adotaram como sua primeira língua. Também é usado como uma língua franca na Comunidade horta de chá de Assam Comunidade horta de chá de Assam, Bengala Ocidental e Bangladesh. De acordo com o Censo de 2011, havia aproximadamente 5.130 mil falantes nativos da língua Nagpuri, incluindo 19.1 mil identificados como Gawari, 4.350 mil como "Sadan / Sadri" e 763 mil como "Nagpuria"

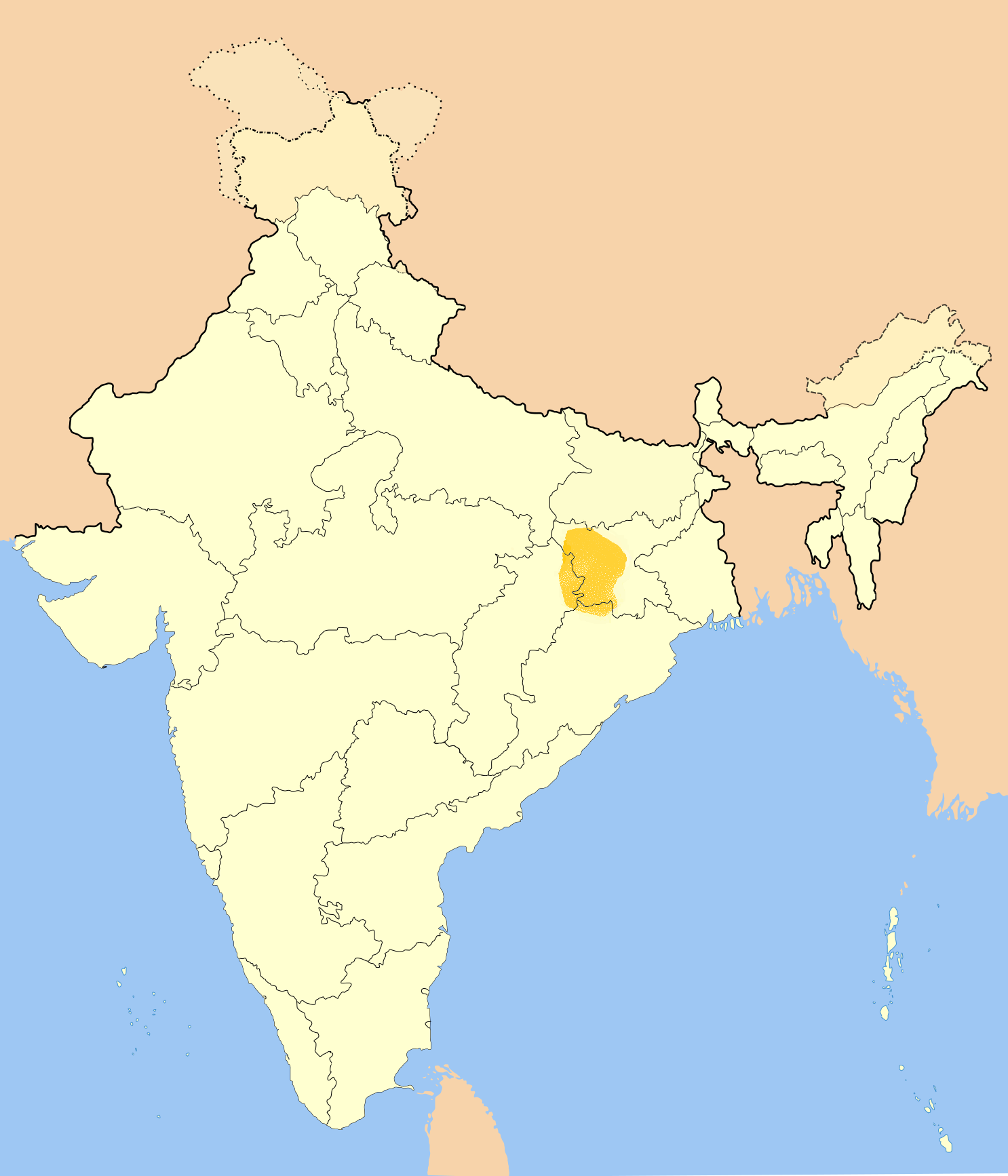
Onde se fala Sadri na Índia

## Etimologia
A origem de Sadani / Sadri e outros termos relacionados é um tanto obscura. Provavelmente o termo "Sadan" deriva do Reino Nishada, referindo-se a um grupo étnico do norte da Índia.O nome Nagpur é provavelmente retirado da Dinastia Nagvanshi, que governou nesta parte do país.

## Outros nomes
Nomes alternativos da língua incluem: Sadani, Sadana, Sadati, Sadari, Sadhan, Sadna, Sadrik, Santri, Siddri, Sradri, Sadhari, Sadan, Nagpuria, Nagpuri, Chota Nagpuri, Dikku Kaji, Gawari, Ganwari, Goari, Gauuari, Jharkhandhi.

## Classificação
Nagpuri pertence ao grupo de línguas biaris das línguas indo-arianas. Existem opiniões diferentes entre os linguistas sobre a origem da língua nagpuri. George Abraham Grierson classificou o Nagpuri como um dialeto da Língua boiapuri em "Pesquisa Lingüística da Índia". De acordo com o professor Keshri Kumar Singh, Nagpuri é descendente do Magadhi Prakrit em seu livro "Nagpuri bhasa ebam Sahitya". De acordo com o Dr. Sravan Kumar Goswami, Nagpuri evoluiu de Prácrito magádi.
Às vezes é considerado um  dialeto Hindi. Alguns lingüistas também tratam a Língua chatisgari e o sadri como dialetos da língua oriá .

## Geografia
O idioma nagpuri é falado principalmente na região oeste do Chota Nagpur Plateau do centro-oeste Jharkhand em distritos como Chatra, Palamu, Latehar,  Hazaribagh,  Lohardaga,  Gumla,  Ranchi,  Simdega,  Khunti,  Singhbhum Oeste, nordeste de Chhattisgarh,  Jashpur, Surguja,  Balrampur , Balrampur, sudoeste de Bihar, em Aurangabad,  Gaya]] e norte de Orissa em Sundergarh Também é falado por algumas [comunidades horta de chá de Assam na área de horta de chá de Bangladesh, Bengala Ocidental e Assam que foram levados como trabalhadores para trabalhar na cultura de chá durante o domínio britânico.

## Status
Historicamente, o Nagpuri era lingua-franca na região. Foi a linguagem da corte durante o reinado da dinastia Nagvanshi. O nagpuri é considerado a segunda língua oficial no estado indiano de Jharkhand. Há uma demanda para incluir Nagpuri no Oitavo Inventário da Constituição da Índia]. Alguns acadêmicos se opõem à inclusão de dialetos hindi no Oitavo Inventário da Constituição como línguas indianas completas. De acordo com eles, o reconhecimento dos dialetos hindi como línguas separadas privaria o hindi de milhões de falantes e, eventualmente, nada do Hindii sobrará.

## Literatura
A literatura na língua nagpuri começou por volta do século XVII. O rei Nagvanshi Raghunath Shah e o rei de Ramgarh, Dalel Singh eram poetas. Alguns Nagpuri peot foram Hanuman Singh, Jaigovind Mishra, Barju Ram, Ghasiram Mahli, Das Mahli, Mahant Ghasi e Kanchan. "Nagvanshavali" escrito por Beniram Mehta é uma obra histórica na língua Nagpuri. O grande poetaGhasiram Mahli escreveu várias obras, incluindo "Nagvanashavali", "Durgasaptasati", "Barahamasa", "Vivha Parichhan" etc. Houve também grandes escritores como Pradumn Das e Rudra Singh. Alguns escritores e poetas da língua nagpuri no período moderno são Praful Kumar Rai, Sahani Upendra Pal Nahan, Shiv Avtar Choudhary, Lal Ranvijay Nath Shahdeo, Bindheswari Prasad Keshri, Ram Dayal Munda e Girdhari Ram Ganjhu.
O Nagpuri, é lecionado da Universidade de Ranchi e em outras universidades de Jharkhand. Revistas mensais Nagpuri Gotiya e Johar Sahiya foram publicadas em Ranchi. árias revistas também foram publicadas em Assam, West Bengal’s Tarai e Dooars .

## Amostra de frases
| Português               | Nagpuri                         | Nagpuri (Devanágari)      |
| ----------------------- | ------------------------------- | ------------------------- |
| Meu nome é Mahesh.      | Mor naaw Mahesh heke            | Barco pavão Mahesh Heke.  |
| Como você está?         | Toen kaisan aahis? Kasain Ahis? |                           |
| Estou bem.              | Moen thik aahon                 | Oh meus suspiros.         |
| O quê?                  | Ka?                             | Do?                       |
| Quem?                   | Ke?                             | Do?                       |
| Por quê?                | Couve? Preto?                   |                           |
| Como?                   | Kaisan?                         | Kasan?                    |
| Qual?                   | Kon?                            | Who?                      |
| Venha aqui.             | Hian aao                        | Vamos                     |
| Estou indo para casa.   | Moen ghor jat hon               |                           |
| Eu comi.                | Moen kha hon                    | Comeram luas.             |
| Eu irei.                | Moen Jamu                       | Avise-se me               |
| Vamos.                  | Hame jaeil                      | Vamos                     |
| Você vai.               | Toen jais                       | Por favor vá              |
| Você está escrevendo.   | Toen likhothis                  | Então escreva             |
| Você virá.              | Toen aabe                       | Olá.                      |
| Estamos escrevendo.     | Hame likhothi                   | Vamos escrever            |
| Nós escrevemos.         | Hame likh oi                    | Oi nit só                 |
| Ele / ela vem.          | Oo aawela                       | U avela                   |
| Ele / ela está indo.    | Oo jat ele                      | Isso é conhecido.         |
| Ele / ela estava vindo. | Oo aawot rahe                   |                           |
| Ele / ela vai jogar.    | Oo kheli                        | Eles jogaram.             |
| Eles comeram pão.       | Oomon roti kha hoen             | Estou comendo pão de Omã. |
| Eles foram.             | Oomon geloen                    | Uman Gayle.               |
| Eles irão para casa.    | Oomon ghor jaboen               | Uman ghar jabayan.        |

### Parentesco
| Pai                          | Abba, Baba                                 | Abba, Baba                         |
| Mãe                          | Maa, Aayo                                  | Mamãe vem                          |
| Irmão                        | Bhai                                       | Irmão                              |
| Irmã                         | Bahin                                      | Sem                                |
| Tio paterno                  | Kaká                                       | Kaká                               |
| Tia paterna                  | Kaki                                       | Tia                                |
| Tio materno                  | Mama                                       | Tio materno                        |
| Tia materna                  | Mami                                       | Tia                                |
| amiga                        | Sang (masculino), Sangi (feminino)         | Sang (masculino), Sangi (feminino) |
| irmão da cunhada e cunhado   | Sangat (para mulheres), Yaar (para homens) | Sangat, cara                       |
| irmã da cunhada e do cunhado | Sangatin                                   | Sangatin                           |

Enviar feedback